# Federació Nacional Eritrea de Futbol
La Federació Nacional Eritrea de Futbol, ENFF (amhàric: የኤርትራ ብሔራዊ እግር ኳስ ፌዴሬሽን) és la institució que regeix el futbol a Eritrea. Agrupa tots els clubs de futbol del país i es fa càrrec de l'organització de la Lliga eritrea de futbol i la Copa. També és titular de la Selecció de futbol d'Eritrea  absoluta i les de les altres categories. Té la seu a Asmara.
Va ser formada el 1996.
- Afiliació a la FIFA: 1998
- Afiliació a la CAF: 1996 (membre provisional),[3] 1998